# Mali Komor
Mali Komor is een plaats in de gemeente Mače in de Kroatische provincie Krapina-Zagorje. De plaats telt 101 inwoners (2001).